# اولترابیت
اولترابیت (به انگلیسی: Ultrabeat) یک گروه موسیقی الکترونیکی بریتانیایی از لیورپول، انگلستان است که در سال ۲۰۰۲ تشکیل شد و در اصل متشکل از خواننده و تهیه‌کننده مایک دی اسکالا و تهیه‌کنندگان ایان ردمن و کریس هنری بود. اولترابیت برای اولین بار با بازخوانی چندین ترانه ظاهر شد که در رتبه دوم جدول تک‌آهنگ‌های بریتانیا در ۲۰۰۳ قرار گرفت. آنها تک آهنگهای دیگری را منتشر کردند و پس از آنها آلبوم اولترابیت: آلبوم در سال ۲۰۰۷ منتشر شد که در جایگاه هشتم جدول آلبوم‌های بریتانیا قرار گرفت.

## اعضا
- ایان ردمن - دیسک سوار، تهیه‌کننده (۲۰۰۲ تا کنون)
- کریس هنری - دیسک سوار، تهیه‌کننده (۲۰۰۲ تا کنون)
- مایک دی اسکالا - خواننده، تهیه‌کننده (۲۰۰۲–۲۰۱۳)